# Рокфеллер Тауншип (округ Нортамберленд, Пенсільванія)
Рокфеллер Тауншип (англ. Rockefeller Township) — селище (англ. township) в США, в окрузі Нортамберленд штату Пенсільванія. Населення — 2362 особи (2020).

## Демографія
Згідно з переписом 2010 року, у селищі мешкали 2273 особи в 900 домогосподарствах у складі 694 родин. Було 949 помешкань
Расовий склад населення:
| - 98,7 % — білих - 0,5 % — чорних або афроамериканців - 0,1 % — корінних американців |

До двох чи більше рас належало 0,2 %. Частка іспаномовних становила 0,9 % від усіх жителів.
За віковим діапазоном населення розподілялося таким чином: 20,1 % — особи молодші 18 років, 63,1 % — особи у віці 18—64 років, 16,8 % — особи у віці 65 років та старші. Медіана віку мешканця становила 46,5 року. На 100 осіб жіночої статі у селищі припадало 100,6 чоловіків;  на 100 жінок у віці від 18 років та старших — 99,9 чоловіків також старших 18 років.
Середній дохід на одне домашнє господарство  становив 76 332 долари США (медіана — 57 768), а середній дохід на одну сім'ю — 78 644 долари (медіана — 66 818). Медіана доходів становила 49 286 доларів для чоловіків та 36 328 доларів для жінок. За межею бідності перебувало 4,0 % осіб, у тому числі 1,0 % дітей у віці до 18 років та 6,5 % осіб у віці 65 років та старших.
Цивільне працевлаштоване населення становило 1208 осіб. Основні галузі зайнятості: освіта, охорона здоров'я та соціальна допомога — 26,7 %, виробництво — 11,9 %, роздрібна торгівля — 11,1 %.